# Адам ле Пасаван
Адам ле Пасаван (фр. Adam-lès-Passavant) насеље је и општина у источној Француској у региону Франш-Конте, у департману Ду која припада префектури Безансон.
По подацима из 2011. године у општини је живело 101 становника, а густина насељености је износила 10,53 становника/km². Општина се простире на површини од 9,59 km². Налази се на средњој надморској висини од 450 метара (максималној 561 m, а минималној 310 m).

## Демографија
| 1962. | 1968. | 1975. | 1982. | 1990. | 1999. | 2011. |
| ----- | ----- | ----- | ----- | ----- | ----- | ----- |
| 47    | 65    | 72    | 71    | 77    | 77    | 101   |

График промене броја становника у току последњих година